# Копривник (Кочевје)
Копривник (словен. Koprivnik) је насељено место у општини Кочевје, регија Југоисточна Словенија, Словенија.

## Историја
До територијалне реорганизације у Словенији био је у саставу старе општине Кочевје.

## Становништво
У попису становништва из 2011. године, Копривник је имао 75 становника.
| Број становника према пописима | Број становника према пописима | Број становника према пописима |
| ------------------------------ | ------------------------------ | ------------------------------ |
| 1991                           | 2002                           | 2011                           |
| 105                            | 65                             | 75                             |

## Галерија
- сеоско гробље
- Објекат Завода за заштиту културне баштине
- панорама